# Erol Can Akdağ
Erol Can Akdağ (* 18. August 1996 in Giresun) ist ein türkischer Fußballspieler.

## Karriere
Akdağ begann seine Karriere in dem Jugendverein von Giresunspor. 2015 unterzeichnete er seinen ersten Profivertrag mit dem Verein und spielte als Leihspieler für Çankaya FK und Ağrı 1970. Für die Saison 2020–21 kehrte er zu Giresunspor zurück. Er gab sein Profidebüt für Giresunspor bei einer 1:2-Niederlage in der Süper Lig gegen Fenerbahçe Istanbul am 23. September 2021. Von 2022 bis 2023 war er an Beykoz Anadoluspor ausgeliehen.